# Richard Feder (Radsportler)
Richard Feder (* 19. September 1902; † unbekannt) war ein deutscher Radrennfahrer und nationaler Meister im Radsport.

## Sportliche Laufbahn
Feder war im Straßenradsport aktiv. Als Amateur wurde er 1927 gemeinsam mit Kurt Stöpel, Paul Litschi, Walter Horn, Karl Hübscher und Erich Ussat nationaler Meister im Mannschaftszeitfahren. Er fuhr damals für den Verein RC Diamant Berlin 1921. 1928 siegte er in der traditionsreichen Harzrundfahrt im Rennen der Profis. Bei Berlin–Cottbus–Berlin kam er auf den 7. Platz. Von 1927 bis 1931  war er Berufsfahrer.